# Никола Хекимов
Никола Георгиев Хекимов e български търговец, революционер и обществен деец от края на XIX – началото на XX век.

## Биография
Хекимов е роден в 1854 година в Даръдере, тогава в Османската империя, днес Златоград, България, в големия даръдеренски род Хекимови. Баща му Георги (1820 - 1871) и чичо му Никола (около 1812 - 1891) са прочути лекари. В 1874 година заминава за Ксанти, където започва работа при известния абаджия Тодор Залаха, който също е от Даръдере. След това Хекимов работи в Правище и Драмско. След Руско-турската война е самостоятелен майстор в Гюмюрджина и Ксанти, като работата му доста се разраства. В 1881 година става съдружник на големия търговец Тодор Хаджихристов - Абаджията от Копривщица, но съдружието им продължава една година. За кратко време Хекимов прави големи печалби и основава обща фирма „Братя Хекимови“ заедно с братята си Лазар, Кирко и Димо. Никола Хекимов има голям дял в закупуването на мястото за църквата „Свети Иван Рилски“ в Ксанти. Хекимов е член на абаджийския еснаф и българската община в Ксанти и изпъква ярко с търговската си и обществена дейност.
Занимава се с революционна дейност и е член на ВМОРО. В 1899 година Васил Докторов и Янаки Паскалев основават в Ксанти революционен комитет на ВМОРО, чийто център е Габровският хан на Докторов. В комитета влизат братя Никола и Димо Хекимови и други. През май 1902 година в града избухва афера, вследствие на която за четири месеца са арестувани мнозина българи, сред които дейците на ВМОРО Георги Л. Пачилов, Братя Илия и К. Малашеви, Лазар Пиров, Георги П. Малашев, Кирко Ерменлиев, Апостол Джерхаров. Христо Караманджуков пише са него:
| „ | Неговата душа тръпнеше от едно-единствено желание - да види родината си свободна и обединена с майката Отечество. Дочака и той, както и всички българи този важен момент от 1913 до 1920 г., но и преживя отново покрусата на тежката съдба, която отново откъсна Западна Тракия от земите на България. [...] Той е виден деец и член на първата българска община в Ксанти, която, макар и непризната от властите, извърши всичко за построяване на църквата и за назначение на свещеник и архиерейски наместник. Почти цялата архива във връзка с тия действия е запазена у него... | “ |

Участва в политическия живот на българите в Македония и Тракия. След Младотурската революция в 1908 година става деец на Съюза на българските конституционни клубове и е избран за делегат на неговия Учредителен конгрес от Даръдере.
Умира на 12 март 1936 година в Пловдив.